# AMO (モデル)
AMO（あも、1991年2月19日 - ）は、日本の女性ファッションモデル、タレント。エープラス所属。ユニットAMOYAMO（アモヤモ）の元メンバー。青文字系雑誌を代表するモデルとして『KERA』『Zipper』『LARME』『NYLON』などを中心に様々な雑誌で活動していた。結婚後、系統が変わり現在はファッションブランド『RUBY AND YOU』のディレクターを務めている。2児の母。

## 略歴
ファッション雑誌『KERA』のストリートスナップをきっかけに読者モデルとなり、ファッションページにも載るようになる。2010年11月現在までに5回表紙を飾っている。原宿コレクションなどに出演。2010年にはファッションモデルのAYAMOとともにユニット「AMOYAMO」を結成し、2012年より音楽活動を開始。ファッション雑誌『SEDA』が2010年に行った調査「好きな読者モデルランキング」で1位。

## 人物
『baby sugary darkness』をテーマに「甘さと毒」のバランスのあるファッションを提案していた原宿系、青文字系代表モデルである。テーマカラーはラベンダー。
映画『ヴァージン・スーサイズ』から大きな影響を受けている。
現在は白、ベージュを基調としたナチュラルなファッションを提案している。
「夢かわいい」の先駆者である。
「AMO」という名前の由来は喋り方があもあもしているから。
趣味は映画鑑賞、観劇、アロマ、アフタヌーンティー。好きな食べ物はアイスクリーム、苺大福、ねぎとろ。苦手な食べ物はきのこ。ピアスの穴は怖いため開けていない。初恋は幼稚園の年長の時。学生時代はクレープ屋、原宿のアパレルショップ、イクスピアリの雑貨屋などでバイトをしていた。得意料理はロールキャベツで好きな季節は秋である。また妹（お菓子作りが上手）と仲が良く度々ブログやInstagramに登場する。
E hyphen world gallery Bon Bon のオープン時のプロデュースを務めた。
2014年1月18日、ロックバンドTHE BAWDIESのベース・ヴォーカルROYとの入籍を自身のオフィシャルブログにて発表した。
2015年6月13日に第一子となる男児を出産。
2017年12月25日に第二子となる女児を出産。

## 出演

### CM
- Hanjiro（2010年）
- パルコ グランバザール（2010年）WEB限定
- E hyphen world gallery（2013年）

### ミュージックビデオ
- INFLAVA「せつないんぐ。」（2010年）
- INFLAVA「Homing」（2010年）
- SuG「無条件幸福論」（2010年）

### テレビ番組
- 読モTV→原宿読モTV（2010年、TOKYO MX）
- しゃべくり007（2010年11月8日、日本テレビ）
- run for money 逃走中（2011年1月16日、4月10日、7月5日）
- 週末のシンデレラ 世界!弾丸トラベラー（2011年9月17日、日本テレビ）

## 書籍

### 雑誌連載
- KERA（2005年 - 、インデックス・コミュニケーションズ）読者モデル
- Zipper（2008年 - ）読者モデル
- LARME（2013年 - ）モデル

### スタイルブック
- AMOSCREAM（2013年3月21日）
- GET UP GIRLY for neo girly girls（2014年12月10日）